# Cubophis ruttyi
Cubophis ruttyi là một loài rắn trong họ Rắn nước. Loài này được Grant mô tả khoa học đầu tiên năm 1941.